# Museu Nacional de Antropologia (Angola)
O Museu Nacional de Antropologia localiza-se no bairro dos Coqueiros, na cidade de Luanda, em Angola.
Fundado em 13 de Novembro de 1976, o Museu Nacional de Antropologia foi a primeira instituição museológica criada após a independência de Angola ocorrida um ano antes.
Esta instituição de carácter científico, cultural e educativo está vocacionada para a recolha, investigação, conservação, valorização e divulgação do património cultural angolano. O Museu Nacional de Antropologia é composto por 14 salas distribuídas por dois andares que abrigam peças tradicionais, designadamente utensílios agrícolas, de caça e pesca, fundição do ferro, instrumentos musicais, jóias, peças de pano feitos de casca de árvore e fotografias dos povos khoisan. Quem gosta de música tem oportunidade de conhecer os diversos instrumentos tradicionais e de ouvir uma demonstração do uso da marimba. A grande atracção do museu é a sala das máscaras que apresenta os símbolos dos rituais dos povos bantu.
Para além do seu núcleo permanente, o museu recebe também diversas exposições temporárias.